# Hamster-comum
O hamster-comum (Cricetus cricetus), é originário do Centro e Leste da Europa e parte da Ásia. É um animal que se encontra em estado selvagem e ao mesmo tempo domesticado.

## Distribuição geográfica
O hamster-comum pode ser encontrado em estado domestico pelo mundo fora, mas o seu habitat natural como espécie nativa é nos seguintes países:
- Alemanha
- Áustria
- Bélgica
- Bulgária
- Cazaquistão
- China
- Eslováquia
- Eslovênia
- França
- Geórgia
- Chéquia
- Hungria
- Países Baixos
- Roménia
- Rússia
- Turquia

O hamster-comum entrou no radar dos cientistas após avaliarem que se nada for feito, a espécie pode desaparecer da natureza nos próximos 30 anos.
A espécie já foi extinta no seu habitat em Luxemburgo, e houve uma contração de 94% na França - onde a área de ocorrência está limitada à região da Alsácia — e de mais de 75% na Europa Oriental, sobretudo na Ucrânia e na Rússia.